# Liste der Kulturdenkmäler in Riudarenes
Die Liste der Kulturdenkmäler in Riudarenes führt alle im Inventari del Patrimoni Arquitectònic Català aufgeführten Kulturdenkmäler in Riudarenes auf. Die mit BCIN gekennzeichneten Einträge sind als Bé Cultural d’Interès Nacional geschützt.
| Bild                                            | Bezeichnung                                        | Lage                                                      | Beschreibung                                                                                 | Bauzeit                   | Eingetragen seit | Denkmal- nummer           |
| ----------------------------------------------- | -------------------------------------------------- | --------------------------------------------------------- | -------------------------------------------------------------------------------------------- | ------------------------- | ---------------- | ------------------------- |
| Església parroquial de Sant Martí de Riudarenes | Església parroquial de Sant Martí de Riudarenes    | Pl. de l’Església, 1 Karte                                | Església parroquial de Sant Martí de Riudarenes, Barock, Neoklassizismus                     | Jahrhundert XVII          |                  | IPAC, PM CCS              |
| Can Joan Ros (Riudarenes)                       | Can Joan Ros (Riudarenes)                          | Pl. Església, 3 Karte                                     | Can Joan Ros, Traditionelle Architektur                                                      | Jahrhundert XIX           |                  | IPAC, PM                  |
| Ca l’Oller (Riudarenes)                         | Ca l’Oller (Riudarenes)                            | Pl. del Diumenge, 1 Karte                                 | Ca l’Oller, Traditionelle Architektur                                                        | Jahrhundert XVI, XX       |                  | IPAC, PM CCS              |
| La Farinera (Riudarenes)                        | La Farinera (Riudarenes)                           | C. Girona, 12 Karte                                       | La Farinera, Eklektizismus                                                                   | Jahrhundert XIX           |                  | IPAC, PM CCS              |
| Mur de la plaça de l’Església (Riudarenes)      | Mur de la plaça de l’Església (Riudarenes)         | Pl. del Diumenge - pl. l'Església Karte                   | Mur de la plaça de l'Església, Traditionelle Architektur                                     | Jahrhundert XV            |                  | IPAC, PM CCS              |
| Col•legi Públic Josep Boada (Riudarenes)        | Col•legi Públic Josep Boada (Riudarenes)           | C. St. Martí, 43 - pl. Sr. lluís Rivera Castells, 5 Karte | Col•legi Públic Josep Boada, Noucentisme                                                     | Jahrhundert XX            |                  | IPAC, PM                  |
| Can Caldes (Riudarenes)                         | Can Caldes (Riudarenes)                            | Karte                                                     | Can Caldes, Traditionelle Architektur                                                        | Jahrhundert XVI, XX       |                  | IPAC, PM CCS              |
| BW                                              | Mas Oller (Riudarenes)                             | Karte                                                     | Mas Oller, Traditionelle Architektur, Gotik tardà                                            | Jahrhundert XVI, XX       |                  | IPAC, PM                  |
| BW                                              | Can Pastells (Riudarenes)                          | Karte                                                     | Can Pastells, Traditionelle Architektur                                                      | Jahrhundert XV, XX        |                  | IPAC, PM                  |
| BW                                              | Molí d'en Caldes (Riudarenes)                      | Karte                                                     | Molí d’en Caldes, Traditionelle Architektur                                                  | Jahrhundert XVI, XX       |                  | IPAC, PM CCS              |
| weitere Bilder                                  | Torre de l’Esparra (Riudarenes)                    | L'Esparra Karte                                           | Torre de l’Esparra, o Força de la Roqueta, Torre dels Mussols, Torre de les Bruixes, Romanik | Jahrhundert XIII          |                  | BCIN 1371-MH IPAC, PM CCS |
| BW                                              | Cal Jornaler (Riudarenes)                          | C. de l’Esparra Karte                                     | Cal Jornaler, o Cal Pep, Traditionelle Architektur                                           | Jahrhundert XVIII         |                  | IPAC, PM                  |
| BW                                              | Cal Vicari (Riudarenes)                            | Karte                                                     | Cal Vicari, Traditionelle Architektur                                                        | Jahrhundert XVIII         |                  | IPAC, PM                  |
| BW                                              | Can Xifra (Riudarenes)                             | Karte                                                     | Can Xifra, Traditionelle Architektur                                                         | Jahrhundert XVII, XX      |                  | IPAC, PM CCS              |
| BW                                              | Can Ribes (Riudarenes)                             | Carretera de l’Esparra Karte                              | Can Ribes, Traditionelle Architektur                                                         | Jahrhundert XVII          |                  | IPAC, PM                  |
| BW                                              | Can Montràs (Riudarenes)                           | Carretera de l’Esparra Karte                              | Can Montràs, o Can Mont-ràs, Can Monràs, Traditionelle Architektur                           | Jahrhundert XVII          |                  | IPAC, PM                  |
| weitere Bilder                                  | Església de Sant Martí de l’Esparra (Riudarenes)   | Pl. de l’Església Karte                                   | Església de Sant Martí de l’Esparra, Neoklassizismus, Romanik                                | Jahrhundert XVIII, XII    |                  | IPAC, PM CCS              |
| BW                                              | Rectoria de l’Esparra (Riudarenes)                 | Pl. de l’Església Karte                                   | Rectoria de l’Esparra, Traditionelle Architektur                                             | Jahrhundert XVII, XX      |                  | IPAC, PM                  |
| BW                                              | L’Hostal Antic (Riudarenes)                        | Pl. de l’Esparra Karte                                    | L’Hostal Antic, Traditionelle Architektur                                                    | Jahrhundert XVIII         |                  | IPAC, PM                  |
| BW                                              | Can Pujató (Riudarenes)                            | Pl. de l’Esparra Karte                                    | Can Pujató, Traditionelle Architektur                                                        | Jahrhundert XVIII         |                  | IPAC, PM                  |
| BW                                              | Can Roquet (Riudarenes)                            | Pl. de l’Església Karte                                   | Can Roquet, Traditionelle Architektur                                                        | Jahrhundert XVIII         |                  | IPAC, PM                  |
| BW                                              | Can Periques (Riudarenes)                          | C. de l’Esparra Karte                                     | Can Periques, Traditionelle Architektur                                                      | Jahrhundert XVIII         |                  | IPAC, PM                  |
| BW                                              | Can Russus (Riudarenes)                            | C. de l’Esparra Karte                                     | Can Russus, Traditionelle Architektur                                                        | Jahrhundert XIX, XX       |                  | IPAC, PM                  |
| BW                                              | Can Masferrer (Riudarenes)                         | C. de l’Esparra Karte                                     | Can Masferrer, Traditionelle Architektur                                                     | Jahrhundert XVIII, XIX    |                  | IPAC, PM                  |
| BW                                              | Mas Barrot (Riudarenes)                            | Karte                                                     | Mas Barrot, o Can carós, Traditionelle Architektur, Gotik tardà                              | Jahrhundert XVIII, XIX    |                  | IPAC, PM                  |
| BW                                              | Ca l’Agustí (Riudarenes)                           | Karte                                                     | Ca l’Agustí, o Mas Agustí, Traditionelle Architektur                                         | Jahrhundert XVII          |                  | IPAC, PM                  |
| BW                                              | Can Colomer (Riudarenes)                           | Karte                                                     | Can Colomer, Traditionelle Architektur                                                       | Jahrhundert XIV, XX       |                  | IPAC, PM CCS              |
| BW                                              | Ca l’Espriu (Riudarenes)                           | Karte                                                     | Ca l’Espriu, Traditionelle Architektur                                                       | Jahrhundert XIV, XIX      |                  | IPAC, PM CCS              |
| BW                                              | Can Torrelles de l’Esparra (Riudarenes)            | Karte                                                     | Can Torrelles de l’Esparra, Traditionelle Architektur                                        | Jahrhundert XV            |                  | IPAC, PM CCS              |
| BW                                              | Can Torrelles (Riudarenes)                         | Karte                                                     | Can Torrelles, Traditionelle Architektur                                                     | Jahrhundert XVII          |                  | IPAC, PM CCS              |
| BW                                              | Can Peix (Riudarenes)                              | Karte                                                     | Can Peix, Traditionelle Architektur                                                          | Jahrhundert XIX           |                  | IPAC, PM                  |
| BW                                              | Can Cerdà (Riudarenes)                             | Karte                                                     | Can Cerdà, Traditionelle Architektur                                                         | Jahrhundert XVIII, XX     |                  | IPAC, PM CCS              |
| weitere Bilder                                  | Capella de la Mare de Déu de Montcorb (Riudarenes) | Montcorb Karte                                            | Capella de la Mare de Déu de Montcorb, Traditionelle Architektur                             | Jahrhundert XIX, XX       |                  | IPAC, PM CCS              |
| BW                                              | Can Maidó (Riudarenes)                             | Carretera de l’Esparra Karte                              | Can Maidó, o Can Maydó, Traditionelle Architektur                                            | Jahrhundert XVIII         |                  | IPAC, PM CCS              |
| BW                                              | Els Bualous (Riudarenes)                           | Karte                                                     | Els Bualous, o Can Bualous, Traditionelle Architektur                                        | Jahrhundert XVI           |                  | IPAC, PM                  |
| BW                                              | Can Calçada (Riudarenes)                           | Karte                                                     | Can Calçada, Traditionelle Architektur                                                       | Jahrhundert XIV, XIX      |                  | IPAC, PM CCS              |
| Can Fané (Riudarenes)                           | Can Fané (Riudarenes)                              | C. Camí Reial Karte                                       | Can Fané, Traditionelle Architektur                                                          | Jahrhundert XVIII         |                  | IPAC, PM                  |
| Can Barretó Vell (Riudarenes)                   | Can Barretó Vell (Riudarenes)                      | Karte                                                     | Can Barretó Vell, Traditionelle Architektur                                                  | Jahrhundert XVII          |                  | IPAC, PM                  |
| Can Barretó Nou (Riudarenes)                    | Can Barretó Nou (Riudarenes)                       | C. Mallorquines Karte                                     | Can Barretó Nou, o Ca l'Isidro, Traditionelle Architektur                                    | Jahrhundert XIX           |                  | IPAC, PM                  |
| Torres de Puig Ardina (Riudarenes)              | Torres de Puig Ardina (Riudarenes)                 | Puig Ardina Karte                                         | Torres de Puig Ardina, Traditionelle Architektur                                             | Jahrhundert XIX           |                  | IPAC, PM CCS              |
| Molí de la Rupit (Riudarenes)                   | Molí de la Rupit (Riudarenes)                      | Karte                                                     | Molí de la Rupit, Molí de l’Arrupit, Traditionelle Architektur                               | Jahrhundert XII           |                  | IPAC, PM                  |
| weitere Bilder                                  | Castell d’Argimon (Riudarenes)                     | Sant Pere Cercada Karte                                   | Castell d’Argimon, Santuari de la Mare de Déu d’Argimon, Romanik, Neoklassizismus            | Jahrhundert XI, XVIII, XX |                  | BCIN 1370-MH IPAC, PM CCS |
| BW                                              | Can Ferragut (Riudarenes)                          | Karte                                                     | Can Ferragut, Traditionelle Architektur                                                      | Jahrhundert XIV, XX       |                  | IPAC, PM CCS              |
| BW                                              | Ca l’Alemany (Riudarenes)                          | Karte                                                     | Ca l’Alemany, Traditionelle Architektur                                                      | Jahrhundert XVII          |                  | IPAC, PM CCS              |
| BW                                              | Can Moragues (Riudarenes)                          | Karte                                                     | Can Moragues, Traditionelle Architektur                                                      | Jahrhundert XVI, XX       |                  | IPAC, PM CCS              |